# Евстохије Јерусалимски
Евстохије или Јевстохије Јерусалимски је био патријарх јерусалимски у периоду од 552. до 564. године. Био је патријарх током христолошке полемике за време цара Јустинијана.
Након смрти Петра Јерусалимског 544. године, група оригенистичких монаха у Јерусалиму изабрала је Маркарија II, оригенисту, за патријарха Јерусалима. Међутим, цар Јустинијан, који је био непоколебљиво православан, преферирао је Јевстoхија, који је био autoritet Александријске цркве, иако је живео у Цариграду. Јустинијан је 552. године наредио да се Макарије скине са престола и на његово место поставио Јевстохијe.
На Петом васељенском сабору 553. године у Цариграду, Евстoхије није био присутан, али су га представљала три легата: епископи Стефан Рафијски, Георгије Тиверајски и Дамасије Созитански. На сабору су осуђена не само „Три поглавља” везана за монофизитство, већ и оригенизам. Касније, 553. године, Евстoхије је сазвао помесни сабор у Јерусалиму, током којег су сви епископи Палестине, са изузетком Александра Авилског, потврдили пресуде Петог сабора. Али, и поред ових Јевстохијевих настојања, у манастирима је настала опозиција против пресуда Цариградског сабора, коју су предводили монаси Нове лавре, једног од манастира које је основао свети Сава.
Године 555. Јевстохије је уз подршку кнеза Анастасија напао Лавру, протерао шездесетак монаха из манастира и заменио их монасима из других православних манастира у пустињи. Иако је веровао да је окончао противљење монаха, Евстохијев поступак није окончао отпор монофизита и оригениста. Године 564. Евстохије је свргнут, а патријарх је поново постао Макарије II. Датум његове смрти није познат.